# John Bel Edwards
John Bel Edwards, né le 16 septembre 1966 à Amite (Louisiane), est un avocat et homme politique américain, membre du Parti démocrate. Il est élu à la Chambre des représentants de Louisiane de 2008 à 2015 pour le 72e district de l'État, chef de la minorité démocrate à l'assemblée de 2012 à 2015 et gouverneur de Louisiane de 2016 à 2024.

## Biographie
John Bel Edwards naît et grandit à Amite, en Louisiane. Il est issu d'une famille d'officiers de police : ses frère, père, grand-père et arrière-grand-père sont shérifs de la paroisse de Tangipahoa. Il rencontre sa future femme, Donna, au lycée. Diplômé de l'Académie militaire de West Point en 1998, il sert huit ans dans la United States Army. Il étudie ensuite la droit à l'université d'État de Louisiane et devient avocat.
Il est élu à la Chambre des représentants de Louisiane en 2008.

### Gouverneur de Louisiane
En 2015, il se présente au poste de gouverneur de Louisiane. Seul candidat démocrate, il arrive largement en tête de la primaire non partisane avec 40 % des voix devant le sénateur républicain David Vitter, autrefois favori. Les divers candidats républicains totalisent cependant 57 % des bulletins exprimés. Durant l'entre deux tours, Edwards met en avant son passé de militaire face à Vitter, touché par un scandale de prostitution en 2007, et tente de lier le républicain au précédent gouverneur, l'impopulaire Bobby Jindal. Dans un État conservateur, il met également en avant son opposition à l'avortement et son soutien au port d'armes. Parmi les candidats républicains du premier tour, il reçoit le soutien du lieutenant-gouverneur Jay Dardenne tandis que Scott Angelle refuse de soutenir Vitter,. Le 21 novembre 2015, il est élu gouverneur avec 56 % des suffrages.
Lorsqu'il entre en fonction en janvier 2016, il est alors le seul gouverneur démocrate du Sud profond des États-Unis. Par ailleurs, tous les autres postes élus à l'échelle de l'État sont républicains et les deux chambres de la législature de Louisiane sont contrôlées par le Parti républicain.
L'une de ses premières actions est l'extension du Medicaid à 300 000 Louisianais pauvres. Pour répondre à la crise budgétaire que connaît l'État, et au déficit laissé par le précédent gouverneur, il propose d'augmenter les impôts mais la législature s'y oppose. Au mois de mars, des inondations touchent le nord de la Louisiane. En avril, il fait adopter un décret interdisant la discrimination envers les personnes LGBT pour le gouvernement et les contrats qu'il passe, à l'exception des organisations religieuses. Le procureur général de Louisiane Jeff Landry estime que ce texte n'est pas juridiquement contraignant et contraire à la loi étatique.
Durant l'été 2016, des manifestations éclatent après le décès d'un afro-américain tué par un officier de la police de Baton Rouge. Le gouverneur rencontre alors le président Barack Obama et les communautés afro-américaine et policières pour apaiser les tensions. Quelques semaines plus tard, trois policiers sont tués à Baton Rouge,. Au mois d'août, l'État connaît de nouvelles inondations endommageant ou détruisant 130 000 foyers. Il négocie alors 500 millions de dollars d'aides fédérales pour la reconstruction. Certains républicains estiment que le gouverneur s'est davantage mobilisé pour ces inondations que pour celles de mars.
En mai 2019, il annonce qu'il est prêt à signer une loi interdisant l'avortement dès que le battement de cœur du fœtus est détecté, ce qui peut arriver dès six semaines, avant que de nombreuses femmes ne réalisent être enceintes. Malgré les critiques du Parti démocrate national, il estime agir « en accord avec son historique de vote impeccablement pro-vie durant [ses] années de législateur et de gouverneur ». Il ratifie la loi le 29 mai 2019. Si elle prévoit des exceptions en cas de danger pour la vie de la mère ou de grave handicap de l'enfant à naître, elle s'applique en cas de viol ou d'inceste.
Edwards est candidat à un second mandat à l'automne 2019. Lors de la primaire du 12 octobre, il rassemble un peu de moins de 47 % des suffrages et est contraint à un second tour. Il affronte alors l'homme d'affaires conservateur Eddie Rispone (27 %), qui devance de peu le représentant républicain Ralph Abraham (24 %),. Dans cet État ayant donné 20 points d'avance à Donald Trump en 2016, le président participe à plusieurs meetings en faveur de Rispone. Edwards est toutefois réélu gouverneur le 16 novembre suivant, avec un peu plus de 51 % des voix. Le gouverneur bénéficie notamment de la forte participation de l'électorat afro-américain et de bons scores dans les banlieues de Bâton-Rouge et La Nouvelle-Orléans.